# Teoman
Fazlı Teoman Yakupoğlu, noto semplicemente come Teoman (Istanbul, 20 novembre 1967), è un cantautore turco.

## Discografia
- Teoman (1996)
- O (1998)
- Onyedi (2000)
- Gönülçelen (2001)
- Teoman (aka Red Album) (2003)
- En güzel Hikayem (2004)
- Balans ve Manevra (2005, colonna sonora)
- Renkli Rüyalar Oteli (2006)
- Aşk ve gurur (2007)
- Teoman-Bülent Ortaçgil Konser (Live con Bülent Ortaçgil) (2007)
- Söz Müzik Teoman (2008)
- İnsanlık Halleri (2009)
- Ruhun Sarışın (2010)